# Elecciones provinciales del Neuquén de 2011
El 12 de junio de 2011, en la provincia del Neuquén se realizaron las elecciones para elegir gobernador, vicegobernador y 35 diputados provinciales con sus suplentes. El resultado estableció que Jorge Sapag fuera reelegido con el 45% de los votos.
Además 5 municipios de 1º categoría también convocaron a elecciones para esa fecha.
El gobernador Jorge Sapag fue por la reelección, intentando lograr una victoria más para el MPN como desde 1963. La oposición se unió bajo la candidatura del intendente de la capital el radical Martín Farizano, formando el Frente Neuquino dónde confluyeron además de la UCR, el kirchnerismo, el PJ, el socialismo e incluso el Pro. La Coalición Cívica ARI no quiso integrar un frente con el kirchnerismo por lo cual llevó la candidatura de Ricardo Villar, apoyado también por el diputado nacional y ex intendente capitalino Horacio "Pechi" Quiroga.

## Resultados

### Gobernador y Vicegobernador
| Fórmula                        | Fórmula                     | Partido                   | Partido                                                    | Partido                             | Votos   | %     |
| Gobernador                     | Vicegobernador              | Partido                   | Partido                                                    | Partido                             | Votos   | %     |
| ------------------------------ | --------------------------- | ------------------------- | ---------------------------------------------------------- | ----------------------------------- | ------- | ----- |
| Jorge Sapag                    | Ana María Pechen            |                           |                                                            | Movimiento Popular Neuquino         | 84.527  | 30,33 |
| Jorge Sapag                    | Ana María Pechen            |                           | Movimiento de Integración y Desarrollo                     | 23.560                              | 8,45    |       |
| Jorge Sapag                    | Ana María Pechen            |                           | Partido Nuevo Neuquén                                      | 15.053                              | 5,40    |       |
| Jorge Sapag                    | Ana María Pechen            |                           | Unión Popular                                              | 13.092                              | 4,70    |       |
| Jorge Sapag                    | Ana María Pechen            | Total Sapag - Pechen      | Total Sapag - Pechen                                       | Total Sapag - Pechen                | 136.232 | 48,88 |
| Martín Adolfo Farizano         | Nanci Parrilli              |                           |                                                            | Partido Justicialista               | 32.678  | 11,73 |
| Martín Adolfo Farizano         | Nanci Parrilli              |                           | Coalición UNE-El Frente y la Participación Neuquina        | 25.030                              | 8,98    |       |
| Martín Adolfo Farizano         | Nanci Parrilli              |                           | Unión Cívica Radical                                       | 19.017                              | 6,82    |       |
| Martín Adolfo Farizano         | Nanci Parrilli              |                           | Frente Grande - Movimiento para la Unidad de los Neuquinos | 15.596                              | 5,60    |       |
| Martín Adolfo Farizano         | Nanci Parrilli              |                           | Partido Socialista                                         | 6.242                               | 2,24    |       |
| Martín Adolfo Farizano         | Nanci Parrilli              |                           | Propuesta Republicana                                      | 4.554                               | 1,63    |       |
| Martín Adolfo Farizano         | Nanci Parrilli              | Total Farizano - Parrilli | Total Farizano - Parrilli                                  | Total Farizano - Parrilli           | 103.117 | 37,01 |
| Héctor Ricardo Villar          | Leandro Gastón López Koenig |                           | Coalición Cívica ARI                                       | Coalición Cívica ARI                | 16.129  | 5,79  |
| Paula Rayén Evangelina Sánchez | Mercedes Lamarca            |                           | Movimiento Libres del Sur                                  | Movimiento Libres del Sur           | 12.097  | 4,34  |
| Patricia Noemí Jure            | Alicia Graciela Frañol      |                           | Izquierda por una Opción Socialista                        | Izquierda por una Opción Socialista | 7.593   | 2,72  |
| Priscila Esther Otton Araneda  | Mario José Cambio           |                           | Nueva Izquierda                                            | Nueva Izquierda                     | 3.517   | 1,26  |
| Votos positivos                | Votos positivos             | Votos positivos           | Votos positivos                                            | Votos positivos                     | 278.685 | 92,39 |
| Votos en blanco                | Votos en blanco             | Votos en blanco           | Votos en blanco                                            | Votos en blanco                     | 14.528  | 4,82  |
| Votos nulos                    | Votos nulos                 | Votos nulos               | Votos nulos                                                | Votos nulos                         | 8.414   | 2,79  |
| Votos impugnados               | Votos impugnados            | Votos impugnados          | Votos impugnados                                           | Votos impugnados                    | 16      | 0,01  |
| Participación                  | Participación               | Participación             | Participación                                              | Participación                       | 301.643 | 73,23 |
| Electores registrados          | Electores registrados       | Electores registrados     | Electores registrados                                      | Electores registrados               | 411.925 | 100   |
| Fuente:                        |                             |                           |                                                            |                                     |         |       |

### Legislatura
| Partido/Alianza       | Partido/Alianza                                            | Partido/Alianza                     | Votos   | %     | Bancas | Candidatos |
| --------------------- | ---------------------------------------------------------- | ----------------------------------- | ------- | ----- | --- | --- |
|                       |                                                            | Movimiento Popular Neuquino         | 80.145  | 29,60 | 12/35 | Ver candidatos: 1. José "Pino" Russo 2. Graciela María de los Desamparados Muñiz Saavedra 3. Darío Edgardo Mattio 4. Silvia Noemí de Otaño 5. Raúl Rolando Bettiga 6. Claudio Domínguez 7. María Inés Zingoni 8. Luis Felipe Sapag 9. Néstor Omar Fuentes 10. María Angélica Carnaghi 11. Eduardo Luis Enríquez 12. María Soledad Gennari 13. Daniel Alfredo Orlando Andersch 14. Edgardo Daniel della Gaspera 15. Nélida Reinoso 16. Juan Domingo Palacios 17. Susana Graciela March 18. Juan Pablo Prezzoli 19. Ariel Alejandro Sandoval 20. Viviana Rosa Pesek 21. Carlos Horacio González 22. Marcelo Pieroni 23. María Victoria Formica 24. Giovanna Buffalo 25. Adrián Héctor Gennari 26. Miguel Ángel Molina 27. Gladis del Carmen Fuentealba 28. Ernesto Jesus Bobadilla 29. Mario Alberto Vázquez 30. Alejandra Elizabeth Cotro 31. Jorge Rodolfo Chaneton 32. Ricardo Andrés Corradi Diez 33. Margarita Zulema Mamet 34. Gabriel Antonio Barros 35. Sergio Alexandre Farrobo |
|                       | Movimiento de Integración y Desarrollo                     | 22.661                              | 8,37    | 3/35  | Ver candidatos: 1. Ricardo Alberto Rojas 2. Darío Marcos Lucca 3. Ana María Baeza 4. Gustavo Fabián Ancafil 5. Jacqueline Alicia García 6. José Federico Menéndez 7. Luciano Ricardo Arrain 8. Viviana Luisa Yoquet 9. Alfredo Leiva 10. Rodolfo García 11. Mirta López 12. Pablo Damián Bascuñan 13. César Augusto Scoccia 14. Isoria González 15. Rubén José Devita 16. Walter Gustavo Zenteno 17. Silvia Andrea Flores 18. Enrique Jorge Cecchini 19. Ariel Aladino Vallejos 20. Margarita Rosa Oses 21. Delio Gabriel Lanchas 22. Hugo Jorge Tallarico 23. Marina Valeria Retamal 24. Miguel Ángel Pinillas 25. Silvia Ester Laurin 26. Marcos Fabián Vilte 27. Héctor Antonio Torres 28. Elda Eva Quinteros 29. Mariano Sáez 30. Alberto Raúl Kamman 31. Hilda Ester Cáceres 32. Daniel Antonio Silva 33. Estela María Beatriz Serain 34. Milthon Emiliano Cardone 35. Marta Susana Ábalos                                                                                            | |
|                       | Partido Nuevo Neuquén                                      | 14.230                              | 5,26    | 2/35  | Ver candidatos: 1. Sergio Adrián Gallia 2. Gabriel Luis Romero 3. Susana Celia Garay 4. Hugo Alberto Gonçalves 5. Carlos Alberto Coggiola 6. Gabriela Cecilia Ortiz 7. Rubén Darío Espinace 8. Baltasar Alfonso Paramo Romero 9. Pire Rayen Raiman 10. Luis Eduardo Martínez 11. Darío Julián Dezurko 12. Laila Herminia del Carmen Siman Menem 13. Edgardo Luis Cisneros 14. Aníbal Celso Vera 15. Nancy Marlene Contertessi 16. Jorge Samuel Susterman 17. Luis Ángel Parada 18. Mónica Daniela Higuera 19. Héctor Enrique Sepúlveda 20. Juan Pablo di Persia 21. Patricia Magdalena Morales 22. Claudio Oscar Zoia 23. Miguel Oscar López 24. Karen Gabriela Peretó 25. Sergio Ariel Frigerio 26. Adolfo César García 27. Verónica Elva Tilleri 28. Luis Alberto Riquelme 29. Heriberto Andrés Astete Soto 30. Sandra Miriam Carrillo 31. José Andrés Cerda 32. Jorge Aníbal Mora 33. Julia Inés Quiñones 34. Luis Ángel Flores 35. Nancy Noemi Sepúlveda                               | |
|                       | Unión Popular                                              | 12.376                              | 4,57    | 2/35  | Ver candidatos: 1. Daniel Baum 2. Fernanda Gabriela Esquivel Caliva 3. Jorge Guillermo Crivani 4. Eduardo Miguel Domínguez 5. Miriam Elizabeth Luqui 6. Oscar César Galassi 7. Liliana Alejandra Méndez 8. Juan Ignacio Varessio 9. Alejandra Marcela Goltz 10. Livio Omar Gerez 11. Luciano Matías Vélez 12. Norma Noemí Orozco 13. Miguel Ángel Moya 14. Silvana Cristina Reñones 15. Nancy Marisol Rosales 16. José Luis Orlando 17. Nieves de las Mercedes González Pérez 18. Juan José Baeza 19. Lidia Mabel Demetrio 20. Federico Carlos Oreste Villagra 21. Carlos Ernesto José 22. Sara Eduviges Zapiola 23. Silvana Alicia Bermedo 24. José Francisco de Simone 25. Elba Saavedra 26. Alberto Nicolás Silva 27. Enzo Fabián Venegas 28. Sonia del Luján Romero 29. Adriana Etel Retamales 30. Ariel Horacio Rao 31. Analía Vanesa Aguilera Narváez 32. Darío César Vignoli 33. Bruna Ana Petech 34. Yanina Criselia Delbares 35. Fernando Elías Pacheco Martínez                  | |
| Total Alianza         | Total Alianza                                              | Total Alianza                       | 129.412 | 47,79 | 19/35 | |
|                       |                                                            | Partido Justicialista               | 30.129  | 11,13 | 4/35 | Ver candidatos: 1. Sergio Raúl Rodríguez 2. Luis Andrés Sagaseta 3. Amalia Esther Jara 4. Pablo Alejandro Todero 5. Elena Cintia Jara Sandoval 6. Fanny Noemí Longo 7. Luis Miguel Lucero 8. Guillermo Oscar Carnaghi 9. Graciela Yolanda Suarez 10. Nicolás Catemu Nahuel 11. Víctor Ferrero 12. Rosana Vanesa Vivero 13. Alejandro Calderón 14. José Argentino Aguirre 15. Mónica Mariela Suarez Duran 16. Gustavo Andrés Oviedo 17. Paola Vanesa San Martin 18. Ailin Nieves Gamoneda 19. Marcelo Gustavo Vargas 20. Daniel Oscar Rolandelli 21. María Laura Montiveros 22. Claudia Elizabeth Gómez 23. Gabriel Gustavo Galán 24. Alejandra Norma Winkler 25. Ivana Lorena García 26. Walter Martin Woresky 27. Flavia Alejandra Capuccio 28. Provinda Hernández 29. Salvador Jesús Sambueza 30. María Del Carmen Manson 31. Mónica Patricia Palomba 32. Nicolás Alberto Pichaud 33. Ignacia Fuentealba 34. Carlos Rivero 35. Carlos Alberto Bruno                                  |
|                       | Coalición UNE-El Frente y la Participación Neuquina        | 24.677                              | 9,11    | 4/35  | Ver candidatos: 1. José Héctor Rioseco 2. Alfredo Luis Roberto Marcote 3. Pamela Laura Mucci 4. Rodolfo Canini 5. María Natalia Ascheri 6. Mariano Victorio Mansilla Garodnik 7. Soraya Marie Abraham 8. Emilio Daniel Beltrán 9. Emilia Beatriz Grizzi 10. Nancy Beatriz Valenzuela 11. Santiago Alonso 12. Jorge Daniel Rivera 13. Hebe Emira Adala 14. Sandro Omar Pavón 15. César Abel Sagredo 16. Elena Molina 17. Jesica Soledad Blázquez 18. Sergio Alfredo Barros 19. Matías Damián Ortiz 20. Alicia Elvira Villar 21. Julio Durval Fuentes 22. Sergio Edgardo Alveal 23. Mirta Beatriz Aráoz 24. Eduardo Víctor Olmedo 25. Juan Honorio Herrera 26. Carolina Frida Coronel 27. Juan Carlos Almendra 28. Yenifer Belén Romano 29. Ana Cristina Pimentel 30. Gino Segundo Arriagada 31. Néstor Osvaldo Bozak 32. Cristina Elizabeth Morales 33. Miguel Ángel Henriquez Borquis 34. Gladys Ester Taboada 35. Giselle Andrea Cenci                                                    | |
|                       | Unión Cívica Radical                                       | 17.995                              | 6,65    | 2/35  | Ver candidatos: 1. Alejandro Carlos Vidal 2. Tomás Eduardo Benítez 3. María Julieta Bacci 4. Juan Esteban Peláez 5. Edgardo Adem 6. Mabel Beatriz Mujica 7. Jorge Alfonso Scelzi 8. Sebastián Eugenio Gamarra 9. Ayelén Haydee Zúñiga 10. Juan Eduardo Carro 11. Luis Daniel Uribe 12. Mirta Elena Domen 13. Julio Enrique Calluqueo 14. Javier Aníbal Navarro 15. Susana Delia Páez 16. Mario Carlos 17. Marcia Cecilia Fernández 18. Guillermo Esteban Aranguren 19. María Luisa Santillán 20. Máximo Bonino 21. Hugo Santiago Olea 22. Silvana Nair Quiroga Maradey 23. Carlos Roberto Cides 24. Mario Néctor Fuentealba 25. Maria Ester Franco 26. Micaela Nancy Marifil 27. Juan Eduardo Cordido 28. Mila Inés Luna 29. Gustavo Claudio Todisco 30. Carlos Alberto Ochandio 31. Araceli Cristina Serrano 32. Julio Andrés Cubitto 33. Martin Jesús González 34. Mónica Beatriz Colletti 35. Néstor Daniel Verdinelli                                                                  | |
|                       | Frente Grande - Movimiento para la Unidad de los Neuquinos | 15.284                              | 5,64    | 2/35  | Ver candidatos: 1. Raúl Alberto Podesta 2. Raúl Juan Dobrusin 3. Claudia Genoud 4. Daniel Esteban Manoukian 5. Carlos Clemente Aroca 6. Valeria del Carmen Guerrero 7. Osvaldo Francisco Pellin 8. María Laura Marsch 9. Jorge Nelson Salaburu 10. Juan Francisco Guzmán Varela 11. María Angélica Palma Reyes 12. Héctor Ariel Cid 13. Carlos Eduardo Brito 14. Edit Noemí Hernández 15. Elizabeth Soto 16. Diego Alejandro Mogni 17. Esteban Viviano Torres 18. Mónica Alejandra Hormaechea 19. Maricel del Carmen Petrelli 20. Oscar Ángel Virginillo 21. Daniel Alberto Muñoz 22. Mónica Carolina Quezada 23. Juan Antonio Vázquez 24. Martín Horacio Meglioli 25. Silvia Irma Villanueva 26. Dante Raúl Barra 27. Pablo Alfredo Amaya 28. Suyai Ferreyro Elizondo 29. Claudio Alberto Alarcón 30. Larisa Helena Guzmán Varela 31. Luis Antonio Olave 32. Bruno Bonetti 33. Julieta Elizabeth Pienizzio 34. Federico González Vital 35. Víctor Hugo Slednew                            | |
|                       | Partido Socialista                                         | 6.093                               | 2,25    | 0/35  | Ver candidatos: 1. Eduardo Correa 2. Rubén Daniel Retamozo 3. Marta Haydee Godoy 4. Mario Rubén Railaf 5. Leonardo Daniel Madeira 6. Ana María del Valle Maldonado 7. Héctor Fabian Rodríguez 8. Juan Ignacio Canale 9. Susana Vanesa Lara Bascuñan 10. Eduardo Carlos Kreiter 11. Omar Rubén Esparza 12. Barbara Rocío Mercado 13. Luis Ratto 14. Oscar Aroldo Esquivel 15. Noelia Jaquelina Cabeza 16. Pablo Martin Huenchul 17. Daniel Ángel Vázquez 18. Marieta Eliana Abello Romero 19. José Adolfo Bello 20. Gerardo Raúl Amatta 21. Mariana Pérez Valero 22. Silvia Mirta Entreconti 23. Alejandro Enrique Salotto 24. María Belén Mercado 25. Celestina del Carmen Guzmán 26. Víctor Alfonso Jara Avello 27. Nidia Carolina Sainz 28. Gustavo Alejandro Ruiz 29. Juan Fernando Banchio 30. Stella Maris Alarcón 31. Miguel Ángel Bruno 32. Juan Manuel Goycoechea 33. Guadalupe Rocío Morales 34. Pedro Eduardo Serrano 35. José Manuel Madeira                                    | |
|                       | Propuesta Republicana                                      | 4.785                               | 1,77    | 0/35  | Ver candidatos: 1. Mariano Hugo Rolla 2. Carlos Rubén Pini 3. Mónica Mabel Vanuffelen 4. Diego Andrés Porfirio 5. Raúl Norberto Orona 6. Laura Nora Barros 7. Gustavo Adolfo Zwanck 8. María Gabriela Visca 9. Rodolfo Lauro Evelio Catella Montejano 10. Patricia Verónica Gaiser 11. Miguel Ángel Pichiman 12. Malvina Sandra Castillo 13. Marta Inés Riquelme 14. Luis Pedro Nolasco 15. Carla Bettina Litrenta 16. Paulo Damián Forneron 17. Alejandro Manuel Delgado 18. Marcela Viviana Hamse 19. Reynaldo Ceferino Ourequi 20. Rodolfo Ángel Andrés 21. Olga Teresa Cáceres 22. Carol Anahí Cuestas 23. Pablo Daniel Zúñiga 24. Liliana Beatriz Marzialetti 25. Mabel Estela Valdez 26. Esteban Gabriel Gómez 27. María Teresa Marinelli 28. Rodrigo Hernán Elgueta 29. Miguel Ángel García 30. Daniela Victoria López Rivera 31. Patricia Marcela Mezzadri Stefanoni 32. Manuel Jesús Ortiz 33. Gisela Eunice González 34. Estela Valeria Leiva 35. Christian Manuel Pacheco Bravo | |
| Total Alianza         | Total Alianza                                              | Total Alianza                       | 98.963  | 36,55 | 12/35 | |
|                       | Coalición Cívica ARI                                       | Coalición Cívica ARI                | 16.488  | 6,09  | 2/35 | Ver candidatos: 1. Beatriz Isabel Kreitman 2. Manuel José Fuertes 3. María Carolina Rambeaud 4. Christian Marcelo Galván 5. Romina Edith Miranda 6. Miguel Antonio Telmo 7. Mariela Alejandra Reyes 8. Anaí Lilian Guillem 9. Héctor Mauricio Inostroza 10. Marisa Elizabeth Lagos 11. Roberto Luján López 12. Esteban Javier Jofré 13. Karina Andrea Montecinos Vines 14. Graciela Larrondo 15. Raúl Andrés Rabassa 16. Nelly Ethel López 17. Roxana Noemí León 18. Santiago Montorfano 19. José Daniel Vergara 20. María de los Ángeles Stagnaro 21. José Ramón Reniero 22. Nicolás Esteban López Baeza 23. Silvia Neomí Aravena 24. Norma Beatriz Agüero 25. Elías Isaac Penrroz 26. Andrea Mabel Parra 27. Mario Ernesto Lara 28. Oscar Noto 29. Josefina Lorenzo 30. Eduardo Ramón Álvarez 31. María de los Ángeles Antual 32. Ana María Inostroza 33. Eduardo Mardones 34. Ángela Elsa Haist 35. Néstor Eduardo Gavilán                                                          |
|                       | Movimiento Libres del Sur                                  | Movimiento Libres del Sur           | 11.376  | 4,20  | 1/35 | Ver candidatos: 1. Jesús Arnaldo Escobar 2. Santiago Leopoldo Nogueira 3. Valeria Laura Amstein 4. Jorge Carlos Alberto Peralta 5. Elsa Noemí Hernández 6. Roberto Gastón Rosales 7. Cristian Gustavo Orellana 8. María José Canale 9. Paula Liliana Ovadilla 10. Sebastian Matías Ibalos 11. Mónica Inés Vázquez 12. Anahí Roxana Timoner 13. Ariel Matías Pino 14. Noelia Ester Pucci 15. Anyelen Guadalupe Cuevas 16. Matías Ángel Medina 17. Elita Leonor Riquelme 18. Isolina del Carmen Mora 19. Gerardo Diego Lauro 20. Lucila Alegría 21. Maria Nancy Infante 22. Carlos Javier López 23. Marcela Yanet Alvarado Corona 24. Beatriz del Carmen Martínez 25. Juan Ramón Rogel 26. Julia Micaela Notaro 27. Vanesa Samanta Carbajal 28. Lucas Rodrigo Rosales 29. Judit Guillermina Riquelme 30. Mariela Tranamil 31. Víctor Hugo Núñez 32. Sandra Elizabeth Romero 33. Gladys Esther Becker 34. Juan Alberto Miranda 35. Gladys Esther Aballay                                  |
|                       | Izquierda por una Opción Socialista                        | Izquierda por una Opción Socialista | 10.479  | 3,87  | 1/35 | Ver candidatos: 1. Alejandro Elías López 2. Raúl Eduardo Godoy 3. Angélica Noemí Lagunas 4. María Gabriela Suppicich 5. Norberto Eduardo Calducci 6. Noelia Barbeito 7. Blanca Beatriz López 8. Marcos Ezequiel Vega 9. Gladys Marcela Lima 10. Miriam Liliana Sanles 11. Juan Pablo Cabrapan 12. Marisol Ruiz 13. Dante Rodolfo Mena 14. Mario Hugo Burgos 15. Paula Cecilia Carbajal 16. Sergio Aníbal Reyes 17. Gabriela Edith Santarelli 18. Jorge Abel Aranda 19. María del Valle Aibar 20. Marina Miriam Inés López Dorigoni 21. José Manuel Sánchez 22. Andres Raúl Nieto 23. Micaela Cardoso 24. Albino Trecanao 25. María Soledad Lubrina 26. Mauricio Martín Cañicul 27. Julián Esteban Giulietti 28. Mirna Sandra Morán 29. María Claudia Rubiar 30. Néstor Natalio Navarrete 31. Ana Marta Lemuñir 32. María Cecilia Vaccarezza 33. Marco Antonio Campos Ojeda 34. Miriam Verónica Antigual 35. Nora Marcela Cortés                                                        |
|                       | Nueva Izquierda                                            | Nueva Izquierda                     | 4.060   | 1,50  | 0/35 | Ver candidatos: 1. Juan José González 2. Carlos Gustavo Moyano 3. Marta Liliana Pasarin 4. Ernesto Figueroa 5. José Ismael Navarrete Torres 6. Sylvia Inés López Alániz 7. Luis Manuel Tiscornia 8. Diego Figar 9. Mónica Beatriz Uribe 10. Nátali Margot Alegría Cárcamo 11. Jorge Rafael Galli 12. Juan Segundo Romero 13. Carmen Carboni 14. Daniel Ignacio Gómez 15. Francisco Manuel Garrido Makinistian 16. Estela Leonor Sobelvio 17. Feliciano Antonio Medina 18. Jorge Chiguay 19. María Soledad Sacco 20. Marcelo Alfredo Castillo 21. Sergio Namuncurá 22. Gabina Esther Castillo 23. Christian Alexis Jara 24. Jorge Alejandro Garay 25. Dora María Ascolese 26. Ramiro Damián Avellaneda 27. Claudia Ramona Pospos 28. Héctor Waldemar Sánchez 29. Norma Leonor Méndez 30. Adrián Mauricio Coronado Ortiz 31. Dina Esther Arias 32. Guillermo Jesús Sánchez 33. Yoshana Yasmin Soria 34. Juan Domingo Montecino 35. Ana Dorothy Bahamondes Hess                           |
| Votos positivos       | Votos positivos                                            | Votos positivos                     | 270.778 | 89,77 | | |
| Votos en blanco       | Votos en blanco                                            | Votos en blanco                     | 21.209  | 7,03  | | |
| Votos nulos           | Votos nulos                                                | Votos nulos                         | 9.640   | 3,20  | | |
| Votos impugnados      | Votos impugnados                                           | Votos impugnados                    | 16      | 0,01  | | |
| Participación         | Participación                                              | Participación                       | 301.643 | 73,23 | | |
| Electores registrados | Electores registrados                                      | Electores registrados               | 411.925 | 100   | | |
| Fuente:               |                                                            |                                     |         |       | | |